# Motim
Motim é uma revolta entre um grupo de pessoas (tipicamente de um exército, de uma tripulação ou de uma tripulação de piratas) para se opor, mudar ou remover superiores ou suas ordens. O termo é comumente usado para insubordinação de membros das forças armadas contra um oficial ou superior, mas também pode significar qualquer tipo de rebelião contra qualquer força. O motim não precisa necessariamente se referir a uma força militar e pode descrever uma estrutura política, econômica ou de poder na qual subordinados desafiam superiores.
Durante a Era dos Descobrimentos, o motim significou particularmente uma rebelião aberta contra o capitão de um navio. Isso ocorreu, por exemplo, durante as viagens de Fernão de Magalhães ao redor do mundo, resultando na morte de um amotinado, na execução de outro e na destruição de outros; e o famoso motim no Bounty.
O motim é amplamente considerado um crime grave, punível com prisão, trabalho penal ou morte. A falha em prevenir ou reprimir um motim também pode ser punível, dependendo das circunstâncias; A falha negligente pode resultar em dispensa desonrosa, enquanto a falha intencional pode trazer qualquer punição, incluindo a morte.

## Brasil
No Direito Penal Militar do Brasil, o crime de motim está previsto no art. 149 do Código Penal Militar (Decreto-Lei n.° 1 001/69), aplicável a militares que cometam atos coletivos de desobediência associados ou não à prática de violência.

## Galeria

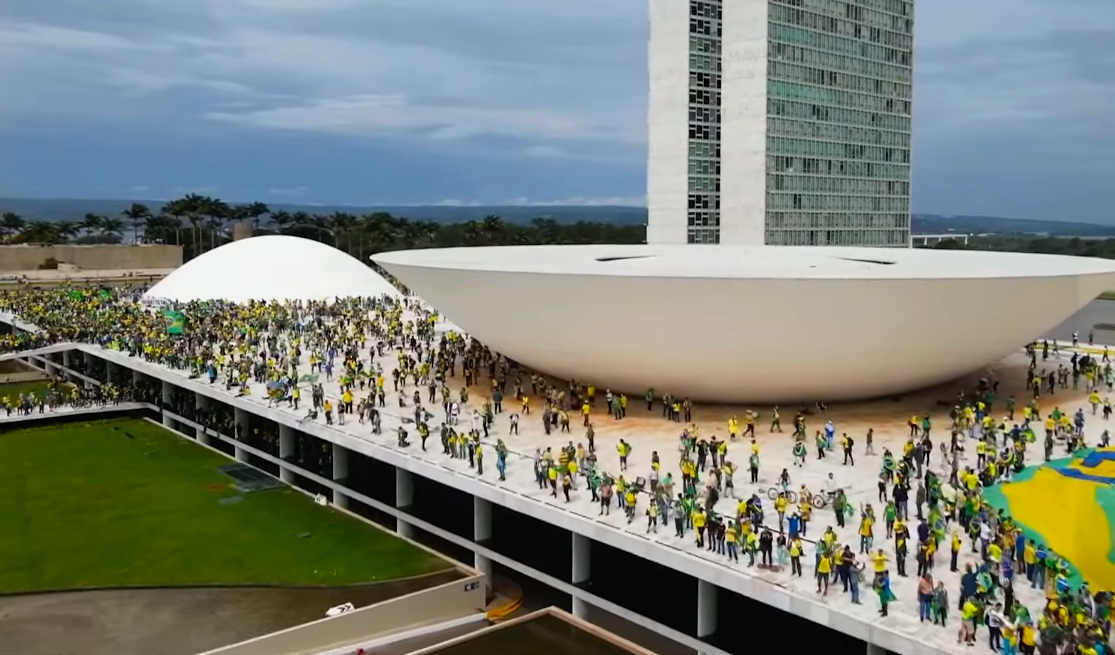
Bolsonaristas invadem o Congresso Nacional do Brasil, em dia de ataque às sedes dos Três Poderes, em 2023.
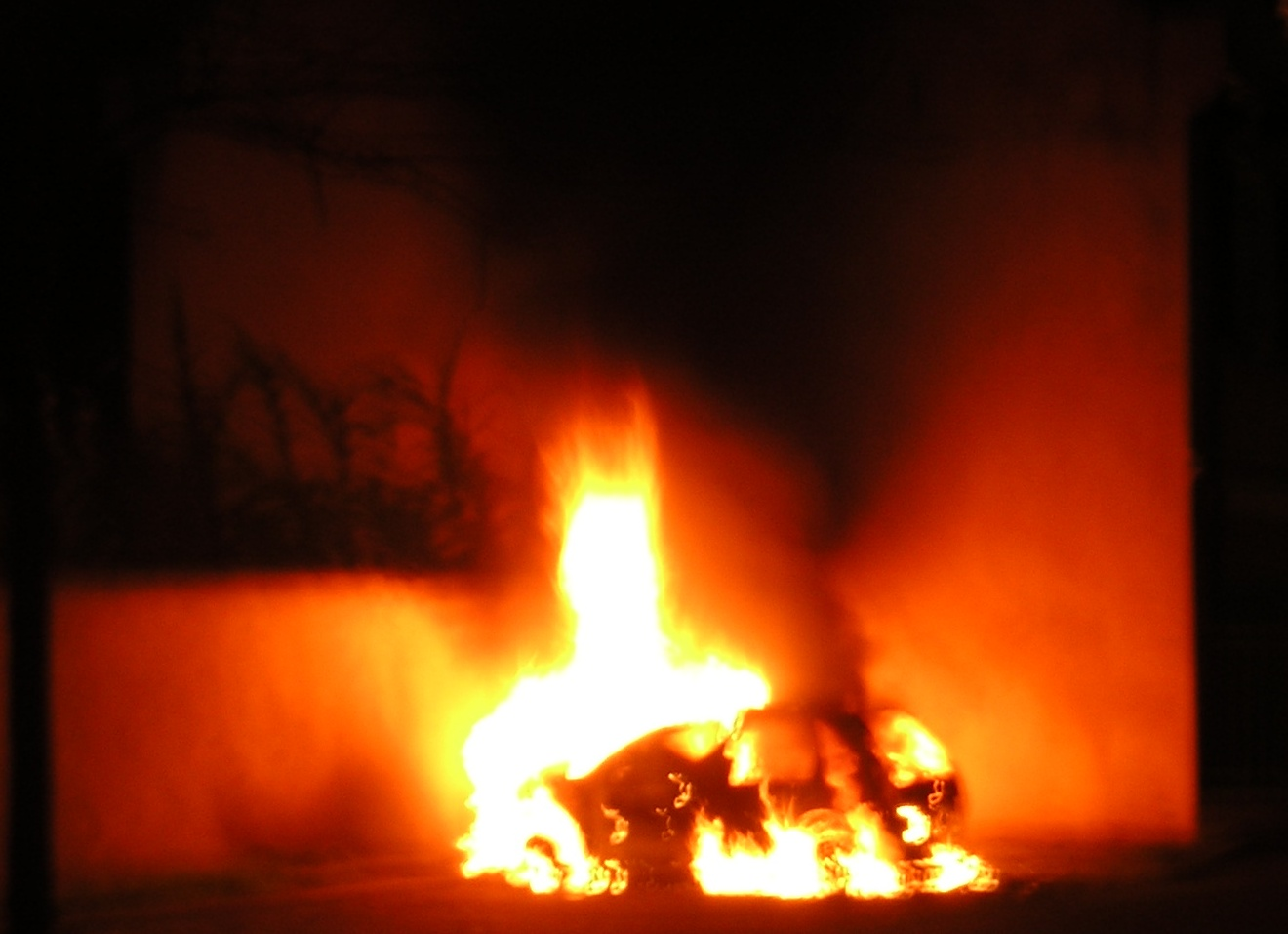
Carro incendiado durante motins na França, 2005.
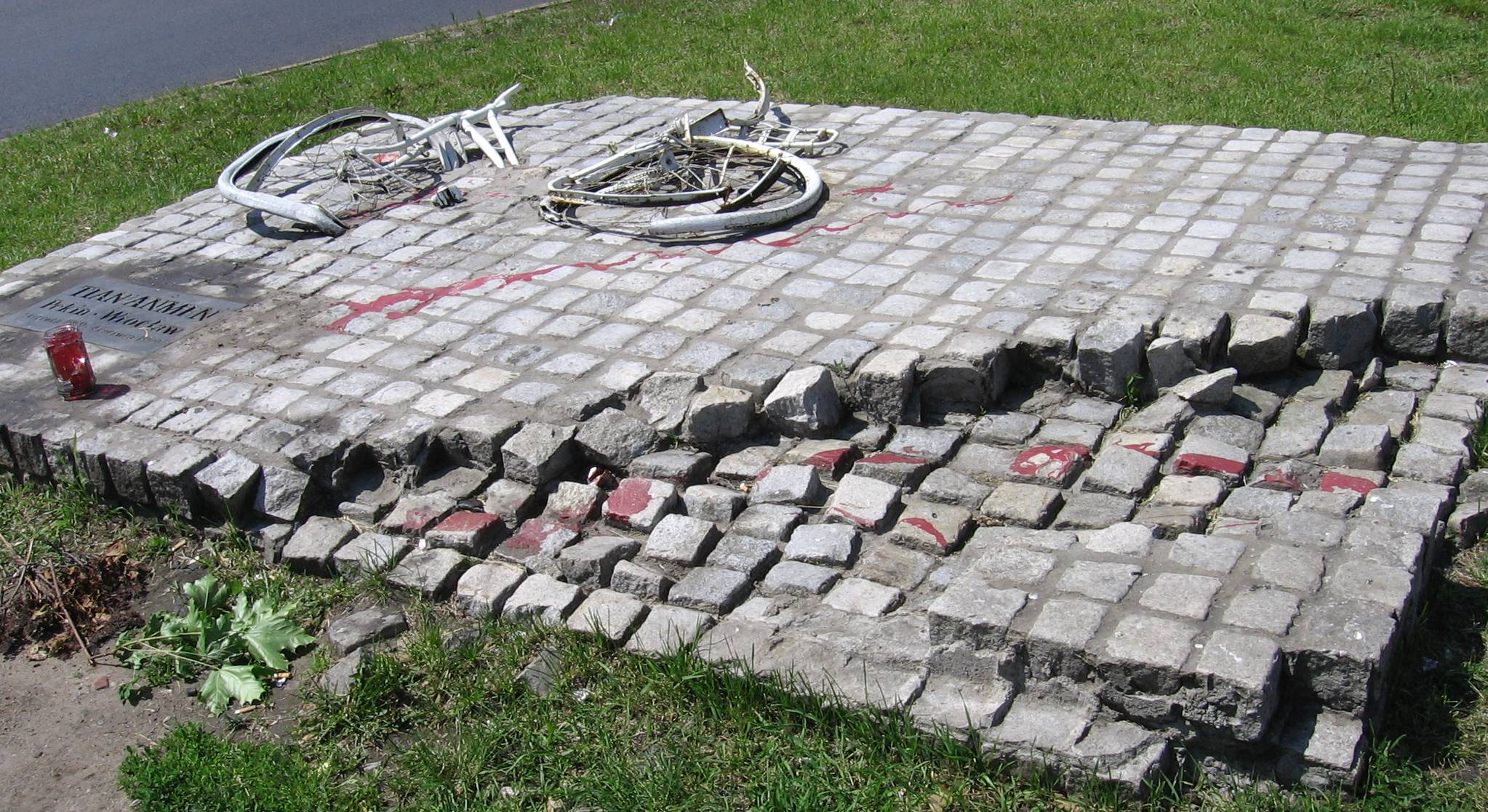
Wrocław, Polônia: memorial do 10° aniversário do massacre de Tian'anmen, ocorrido em Pequim, China, 1989.
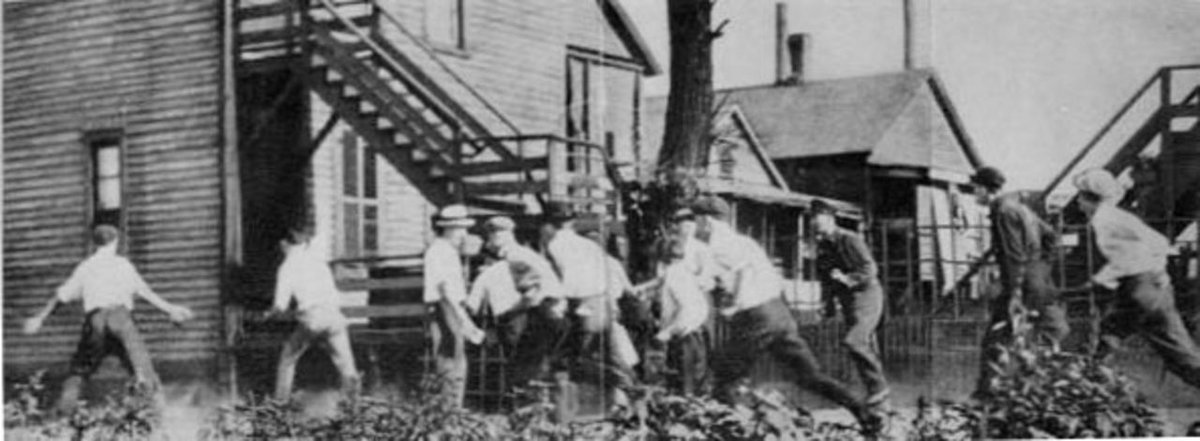
Brancos à caça de negros, durante os motins do Verão Vermelho, em Chicago, EUA, 1919.